# بلوز زنگ عروسی (فیلم)
بلوز زنگ عروسی (به انگلیسی: Wedding Bell Blues) فیلمی محصول سال ۱۹۹۶ و به کارگردانی دانا لوستیگ است. در این فیلم بازیگرانی همچون ایلیانا داگلاس، پائولینا پوریژکوا، جولی وارنر، جان کوربت، جاناتا پنر، چارلز مارتین اسمیت، استفانی بیچام، کارلا گوجینو، استیون گیلبورن، ریچارد ادسون و دبی رینولدز ایفای نقش کرده‌اند.